# Гуайраса
Гуайраса (порт. Guairaçá) — муниципалитет в Бразилии, входит в штат Парана. Составная часть мезорегиона Северо-запад штата Парана. Входит в экономико-статистический микрорегион Паранаваи. Население составляет 6151 человек на 2006 год. Занимает площадь 493,939 км². Плотность населения — 12,5 чел./км².

## Статистика
- Валовой внутренний продукт на 2003 год составляет 47 126 209,00 реалов (данные: Бразильский институт географии и статистики).
- Валовой внутренний продукт на душу населения на 2003 год составляет 7808,82 реалов (данные: Бразильский институт географии и статистики).
- Индекс развития человеческого потенциала на 2000 год составляет 0,708 (данные: Программа развития ООН).